# アルデバランロボティクス
アルデバランロボティクス社（英: Aldebaran Robotics SAS）はかつて存在したフランスパリRaymond Losserand に本社を置く、自律型ヒューマノイド・ロボットNaoの設計、生産、販売を中心とする事業を行う。2022年まではソフトバンクグループ傘下の企業であるソフトバンクロボティクスヨーロッパであった。現在はユナイテッドロボティクスグループの傘下の企業であるアルデバランとなっている。創業者はブルーノ・メゾニエ。

## 沿革
- 2005年7月7日 - ブルーノ・メゾニエ(Bruno Maisonnier)により設立される。
- 2007年8月21日 - RoboCup 2008よりNaoが標準プラットフォームリーグ（Standard Platform League、SPL）で採用[1]
- 2008年4月3日 - RoboCup 2008用Naoの発表[2]
- 2008年5月9日 - マイクロソフトよりRobocup Nao用softwareリリース[3]
- 2008年7月14日～20日 - RoboCup 2008開催
- 2008年9月 - Naoの研究機関・大学向け販売開始。価格は10.000ユーロ[4]
- 2009年1月 - プロジェクトRomeo始動。開発費1000万ユーロ(約13億円)のうち半分はイル＝ド＝フランス地域圏、パリ市、生産再建省競争力・産業・サービス総局（DGCIS）が負担し[5]、2015年に市販化される予定[6]。
- 2009年5月 - Naoのバッテリ改良[7]
- 2009年7月 - アールティが日本国内総代理店としてNaoの販売開始。
- 2010年3月5日 - 2010 5th HRI （ACM/IEEE International Conference on Human-Robot Interactionにて安定化制御を披露[8]
- 2010年6月21日 - 上海万博フランスパビリオンで20体のNaoがダンスを披露[9]
- 2010年10月13日 - 東大がNao30台導入[10]
- 2010年12月 - 新型Nao発表[11]
- 2011年6月 - インテル投資部門が欧州の投資会社3社(ベンチャーキャピタルのCDC InnovationおよびiSource、クレディ・アグリコル非公式株式部門CAPE)と共同で1300万ドル出資[12]
- 2011年7月 - Nabaztag(Karotz)サービス一時停止
- 2011年10月6日 - Mindscape社よりNabaztag(Karotz)事業を譲り受ける[13]
- 2011年12月9日 - Naoの第4世代Nao Next Genが登場[14]
- 2012年3月27日 - ソフトバンクが既存株主から株式80%取得及び4000万ドル～5000万ドルの開発費を含め1億ドル出資する計画がフィナンシャル・タイムズに報道される[15][16]。
- 2013年4月29日 - 会話型音声機能を採用し自閉症対策の提唱プログラムASK Naoを発足[17]
- 2014年6月5日 - ソフトバンクモバイルと共同開発した家庭向けロボットPepperが発表される。本体価格19万8千円(税抜き)、一般販売時期は2015年2月を予定。また、ソフトバンクがアルデバラン社の78.5％を有する大株主であったことが公表される[18]。
- 2014年6月16日 - Naoの第5世代Nao Evolutionを発表。稼働時間は従来より30%向上し90分、金属製ギアにより首・腰・脚・足首の耐久性が強化されている[19]。センサー感度の向上およびクラウド音声認識エンジンを提供するニュアンス・コミュニケーションズにより認識機能が強化されている。日本語音声合成エンジンには「AITalk」が採用された[20]。NAOqiのバージョンは2となりフレームワークとプラットフォームがPepperと共通化される予定。
- 2014年7月1日 - Aldebaran Atelier Parisオープン[21]
- 2014年8月8日 - Aldebaranアトリエ表参道オープン[22]
- 2014年9月20日 - Pepper開発者向けSDK提供および先行抽選販売受付開始[23]
- 2014年9月21日 - Aldebaranアトリエ秋葉原オープン[24]
- 2014年10月 - 2015年2月18日限りでKarotzのサーバー停止が告知される[25]
- 2014年9月21日 - Aldebaranアトリエ秋葉原オープン
- 2015年1月24日 - 三菱東京UFJ銀行が接客用にNaoを導入すると発表[26]
- 2015年3月4日 - ソフトバンクがブルーノ・メゾニエCEOの持ち株を取得し議決権95％に上昇、創業者のブルーノ・メゾニエがCEOを退任し、冨澤文秀がCEOに就任[27]。
- 2015年4月13日 - 三菱東京UFJ銀行本店でNAOの接客運用試験開始[28]
- 2016年5月19日 - ソフトバンクロボティクスヨーロッパに社名変更[29]
- 2022年4月 - ユナイテッド・ロボティクス・グループにより買収される
- 2022年6月 - 社名をAldebaranに変更

## 特徴
2014年2月現在、パリ、東京、神奈川、上海、ボストンに事業所を置き520人の社員を擁しており、主力製品のNaoが世界70カ国で研究・教育ツールとして導入されている。
企業ロゴは漢数字の「六」の字に近いが、Aldebaranの「A」および本国フランスのエッフェル塔を模した意匠と思われる。